# ماهیچه کوتاه کف‌دستی
ماهیچه کوتاه کف‌دستی (انگلیسی: Palmaris brevis muscle) درست زیر پوست ناحیه کنارکف‌دستی (هیپوتنار) قرار داشته و پوست را چین می‌دهد.
عصب آن شاخه سطحی اُلنا است.